# Линт
Линт (на нидерландски: Lint) е селище в Северна Белгия, провинция Антверпен. Намира се на 13 km югоизточно от град Антверпен. Населението му е около 7980 души (2006).